# Realm of the Skelataur
Realm of the Skelataur è un album in studio del gruppo musicale Mortification, pubblicato nel 2015 dalla Rowe Productions.

## Tracce
1. The Cost – 7:03
2. Feed Your Hungry Ears – 4:12
3. Extrinsick Forces – 2:40
4. Realm of the Skelataur – 4:36
5. Slaughter Demon Headz – 0:55
6. Our Anthem – 5:34
7. 40 Day Fast – 0:17
8. Total Thrashing Death – 4:12
9. Enrapture – 5:04
10. Grave Sucking – 0:17
11. Pushing Weird Buttons – 7:09

## Formazione
- Steve Rowe - voce, basso
- Lincoln Bowen - chitarra
- Andrew Esnouf - batteria